# Prioria mannii
Prioria mannii là một loài thực vật có hoa trong họ Đậu. Loài này được (Baill.) Breteler miêu tả khoa học đầu tiên năm 1999.